# Allineamenti di pietre

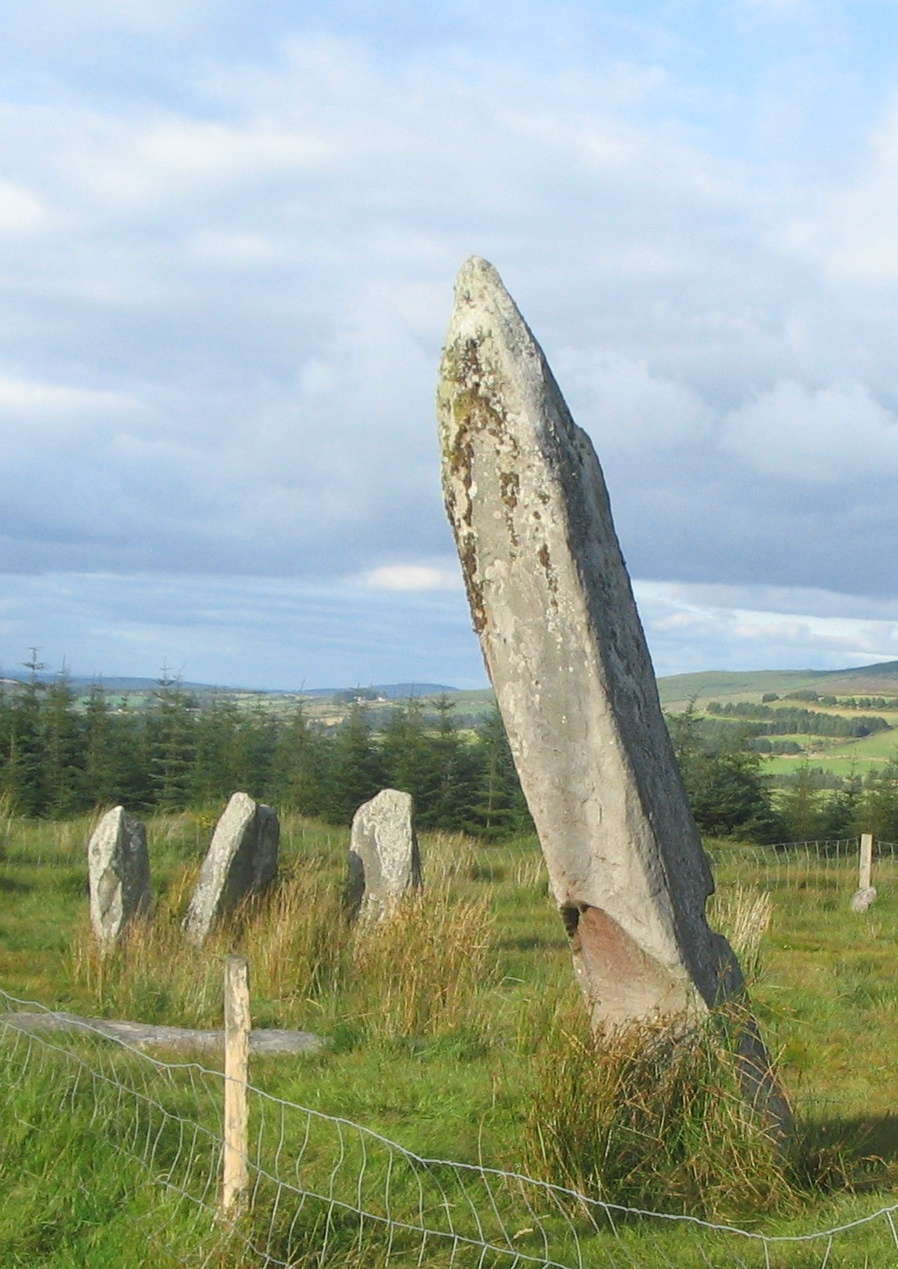
Veduta di parte del complesso megalitico a Knocknakilla, con una fila di pietre vista da dietro una delle pietre del portale di 3.5m (l'altra è caduta)

Una fila di pietre (o allineamento di pietre o pietre allineate) è una disposizione lineare di pietre verticali, megalititi paralleli sistemati a intervalli lungo un asse comune o serie di assi, di solito risalenti al tardo neolitico o all'età del bronzo. Gli allineamenti possono essere singoli o raggruppati, e tre o più pietre allineate possono già costituire una fila di pietre. La parola allineamento (alignement in francese) viene usata per identificare file di pietre erette lungo un viale processionale.

## Descrizione
Le file di pietre differiscono dal viale (avenue) preistorico, poiché in quello le pietre sono sempre in una direzione ampiamente rettilinea piuttosto che seguire un itinerario curvilineo. Le file di pietre possono essere di pochi metri o diversi chilometri in lunghezza e costituite da pietre che possono essere alte circa due metri, sebbene siano comuni anche quelle di un metro. Gli estremi di molte file sono costituiti da pietre più grandi e altre caratteristiche megalitiche sono talvolta situate alla fine, specialmente i cairn di sepoltura. Le pietre sono poste a intervalli e possono variare in altezza lungo la sequenza, per dare l'impressione di una gradualità, sebbene non si sa se questo venne fatto deliberatamente. Gli allineamenti di pietre furono eretti da gente del tardo Neolitico e dell'Età del bronzo nelle Isole britanniche, in luoghi della Scandinavia e nella Francia settentrionale.
Il più famoso esempio è quello fornito dalle pietre di Carnac, un complesso di allineamenti di pietre attorno a Carnac in Bretagna. Ci sono un numero di esempi su Dartmoor incluso la fila a Stall Down e le tre file a Drizzlecombe e Hill O Many Stanes nel Caithness. In Britannia esse vengono trovate esclusivamente nelle zone di brughiere.  Il termine allineamento talvolta implica che le file furono poste appositamente in relazione ad altri fattori come monumenti o caratteristiche topografiche o astronomiche. Tuttavia gli archeologi trattano le file di pietre come caratteristiche discrete, e l'allineamento viene riferito alle pietre allineate l'una all'altra e non altrimenti. Si è pensato che il loro scopo fosse religioso o cerimoniale, forse marcando una percorso processionale. Un'altra teoria è che ogni generazione erigesse una nuova pietra per contribuire ad una sequenza che dimostrasse una presenza continua di genti.